# Svenskamerikan
Svenskamerikan är en amerikansk medborgare med svenskt ursprung, personer som till en början främst härstammade från den stora gruppen svenska immigranter som kom till USA i slutet av 1800- och början på 1900-talet. Många bor ännu i de stater dit invandringen skedde, bland annat Minnesota, Illinois, Iowa och andra delstater i Mellanvästern. Många svenskamerikaner är anknutna till den lutherska läran med Evangelical Lutheran Church in America, eller metodism.
De få invånarna i svenskkolonin Nya Sverige (existerade 1638−1655) gifte sig efterhand med andra kolonister och tycks ha försvunnit som egen grupp före 1776, även om Svenska kyrkan skickade präster till kolonin fram till 1783. Svensk-Amerika kallas ibland de områden i USA som har stor andel svenskamerikaner sedan den stora emigrationsvågen.
Några mindre orter i USA har behållit synliga svenska kännetecken. Några exempel är Silverhill i Alabama, Lindstrom och Karlstad i Minnesota, Lindsborg i Kansas, Gothenburg i Nebraska, Andover  och Bishop Hill i Illinois samt Kingsburg i Kalifornien. Runt 3,7 % av den amerikanska befolkningen sägs ha skandinaviskt ursprung (som också inkluderar norskamerikaner, danskamerikaner och isländskamerikaner).[källa behövs] Nu talar cirka 160 000 invånare ett skandinaviskt språk i hemmet.[källa behövs] Många av dessa har dock först nyligen immigrerat. Runt år 1920 hade de flesta tidningarna i svenskamerikanska samhällen övergått till engelska.[källa behövs] Svenska lärs numera sällan ut i grundskolor och gymnasieskolor, och svenskspråkiga tidningar och tidskrifter har blivit sällsynta.
En förening som arbetar för bibehållandet av banden mellan Sverige och USA är Vasaorden i Amerika. Den har sedan 1960 delat ut ett pris till Årets svenskamerikan.

## Historia
Även om enstaka svenskar tidigare emigrerat till USA var det först sedan förbudet för svenska medborgare att utan särskilt erhållet tillstånd emigrera hävts 1840 som emigrationen tog fart. 1841 överreste ett sällskap lett av Gustaf Unonius och slog sig ned i Pine Lake, Wisconsin. Personer ur denna grupp lockade med brev hem till släktingar i Sverige andra att följa efter. Många av de tidiga emigranterna var religiösa flyktingar, som lämnade Sverige för att fritt kunna ägna sig åt sin religionsutövning, såsom Erik-jansarna. Under 1850-talet utvandrade omkring 15 000 svenskar till USA. De flesta av dessa slog sig ned i Wisconsin (där norrmännen som hade utvandrat tidigare dock redan tagit upp den bästa jorden) och i Minnesota. Dessa grupper minskade efter konventikelplakatets upphävande.
Mycket tidigt utgavs handböcker för de resande. 1841 gav C. A. A. Scheele ut boken "Några korta underrättelser om Amerika... samt Emigrantföreningens stadgar och förslager för en tilämnad utflyttning år 1841", vilken dock huvudsakligen var en översättning av norrmannen Ole Rynnings bok om Amerika från 1838. 1844 utkom boken "Handbok för emigranter af alla klasser", 1853 utkom Johan Bolins "Beskrifning öfver Nord-Amerikas förenta stater... jemte särskilda upplysningar och råd för dem som vilja dit inflytta", 1854 utkom Erland Carlssons "Tillförlitliga råd och underrättelser för utvandrare till Amerika" och 1860 utkom S. T. A. Burgs "Upplysningar för utvandrare till Amerika, utgifne på grundval af 15 års erfarenhet".
Homesteadlagen 1862 bidrog till att locka ytterligare många fattiga för vilka möjligheterna att skaffa sig ett eget hemman i Sverige saknades. Under missväxt- och svältåren 1868−1869 uppskattas antalet svenska utvandrare ha varit omkring 4 000 per vecka. Åren 1868−1870 for 80 000 svenskar över till USA, vilket var fler än under hela tidsperioden 1851−1867.[källa behövs] Förbättrade konjunkturer minskade emigrationen i början på 1870-talet, men trots det emigrerade drygt 100 000 svenskar under dessa år. Under perioden återvände dock omkring 6 000 personer till Sverige. 1880-talets jordbrukskris ökade på nytt på emigrationen. Förutom emigration till andra länder lämnade 325 000 svenskar under 1880-talet landet för att slå sig ned i USA. Den svenska emigrationen nådde sitt maximum 1882 med omkring 55 000 emigranter. Under 1890-talets goda konjunkturer minskade emigrationen åter, men den låg fortfarande på en hög nivå. Först i samband med första världskrigets utbrott minskade den kraftigt. Den återupptogs dock på 1920-talet med en kulmen på omkring 30 000 emigranter 1923. Därefter kom den att minska kraftigt efter stora depressionen.
Omkring 1910 nådde den svenskfödda befolkningen i USA sitt maximum med omkring 665 000 personer. Därtill kom 700 000 andra generationens invandrare. Antalet svenskar av andra generationen nådde sin kulmen 1930 med 967 000 personer och har sedan långsamt minskat.
De första emigranterna hyrde ofta in sig ombord på något lastfartyg med destination USA, med egen kosthållning. Situationen förbättrades sedan regelbunden passagerartrafik började upptas, men den sköttes främst av utländska rederier. Från Göteborg reste man över till Kingston upon Hull i Storbritannien varifrån man med järnväg reste till Liverpool och amerikabåten. Senare blev Glasgow en betydande utfärdshamn. Med inrättandet av Svenska Amerika Linien underlättades resandet, men då hade redan emigrationen börjat avta.
Svenskar kom vanligtvis via New York och bosatte sig i Mellanvästern. Många förblev lutheraner och kom att tillhöra Evangelical Lutheran Church in America och Augustanasynoden. Vissa var omvända mormoner som bosatt sig i eller nära Utah. Teologiskt sett var de pietistiska, politiskt stödde de progressiva frågor och spritförbudet.[källa behövs]
1896 grundades Vasa Order of America, en svenskamerikansk broderorganisation, för att hjälpa landsmän som genom sjukdom eller andra svårigheter råkat i nöd, men man ville samtidigt åstadkomma gemenskap och hjälpa nykomna till rätta med seder och bruk, samt det nya språket.
År 1900 var Chicago med runt 100 000 svenska invånare ”Sveriges andra stad”, staden som hade näst flest svenskar efter Sveriges huvudstad Stockholm. Stadsdelen Andersonville samlade många nordiska immigranter. Många andra bosatte sig i Minnesota men också i Michigan, Wisconsin, Iowa, Nebraska och Illinois. I nordöstra USA blev New England platsen för många industriarbetare och svenska centrum utvecklades i orter som Jamestown, Providence och Boston. En liten svensk bosättning byggdes också i New Sweden, Maine. Den största bosättningen i New England var Worcester. Hit drogs svenskarna för ortens tråd- och slipmedelsindustri. År 1900 hade flera kyrkor, organisationer, affärsverksamheter och välgörenhetsförbund blivit organiserade. Många svenskar kom också till nordvästra USA i början av 1900-talet samtidigt med norrmän.

## Kvinnor som blev svenskamerikanskor

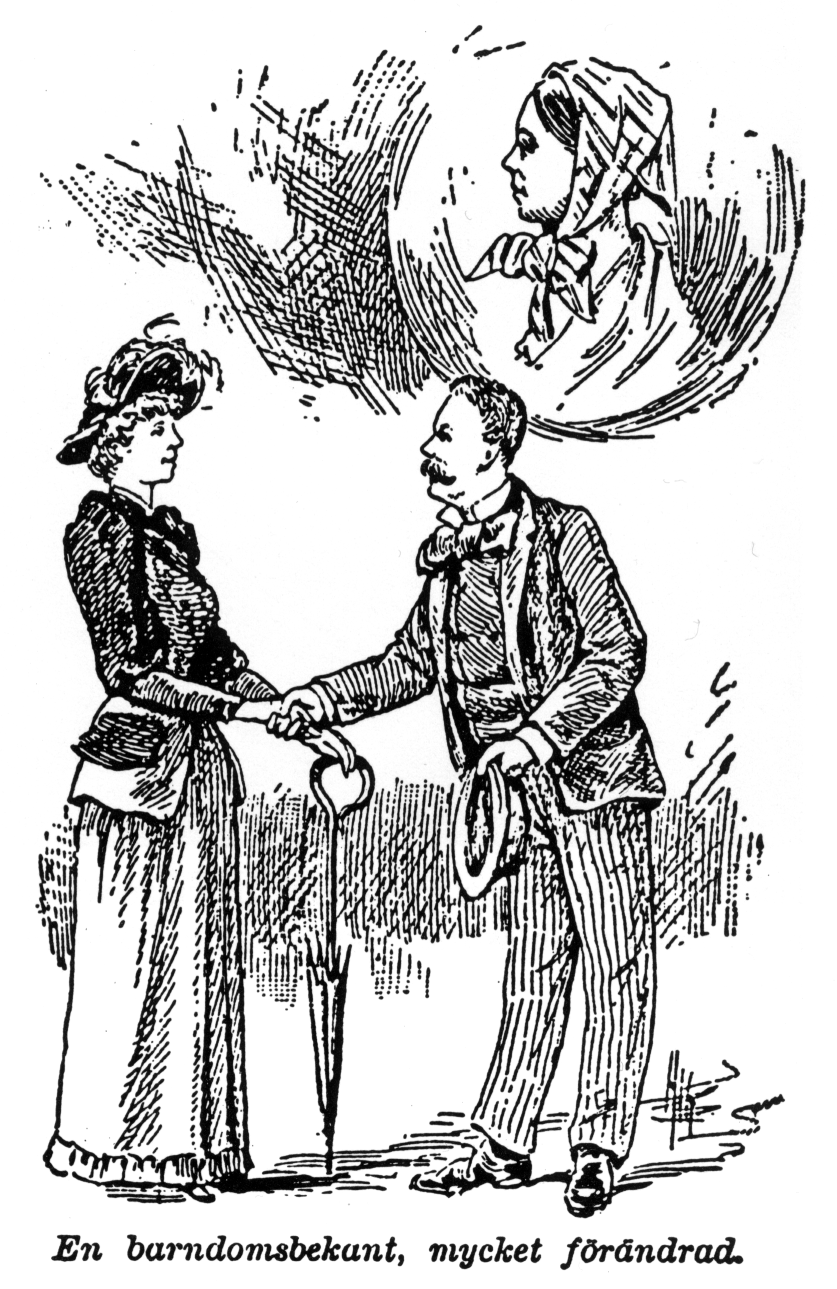

Baserat på Sveriges folkmängd under sent 1800-tal utvandrade ungefär 20 procent män och 15 procent kvinnor. Åren 1850−1930 lämnade cirka 1 200 000 svenskar Sverige för Amerika, omkring 500 000 av dem var kvinnor.  Förhållandet var 70 kvinnor på 100 män. De så kallade nödåren (1867–1869) samt högkonjunktur i Amerika hörde till de faktorer som var startskottet till massemigrationen.

### Hur påverkades kvinnorna när de anlände till Amerika?
Utvandringen till Amerika visade ett överskott på män; detta var särskilt påfallande i början men kom att minska allteftersom utvandringen blev en massföreteelse. I detta avseende visade utvandringen med åren allt större likheter med omflyttningen inom Sveriges gränser. Under en kort tidsperiod i början på 1900-talet var den vanligaste resenären en ensam kvinna. Det rådde en överrepresentation av kvinnor i 15−29-årsåldern. De nya svenskamerikanskorna kom ofta att arbeta som sömmerskor inom textilindustrin och framför allt som tjänstefolk i privata hem.
År 1900 var över 60 procent av de svenska förstagenerationsinvandrarna i Chicago kvinnor, där de var eftertraktade som hembiträden. Det var mer gynnsamt att arbeta som hembiträde i Chicago än piga i Sverige. Kvinnorna fick ett eget rum, hygglig kontantlön och de fick till och med ledigt på torsdagseftermiddagarna. Ett annat skäl till att det blev en ökning av den kvinnliga utvandringen var att kvinnorna började få ta del av jobb som hittills utförts mest av män, såsom industriarbeten.
Svenskfödda journalisten Vilhelm Berger hyllade de svenska husfruarna på grund av deras egenskaper. Han varnade därför de svenska kvinnorna att efterlikna amerikanskorna, deras mer fria attityd mot hem, man och barn. Om den svenska kvinnan tog till sig de amerikanska aspekterna kunde äktenskapet mellan mannen och kvinnan börja gå mot sitt slut. Hon skulle istället vårda sig om de goda traditionerna hemifrån och forma det svenska hem som den slitsamma mannen och de ouppfostrade barnen behöver.

## Svenskamerikaner efter delstat

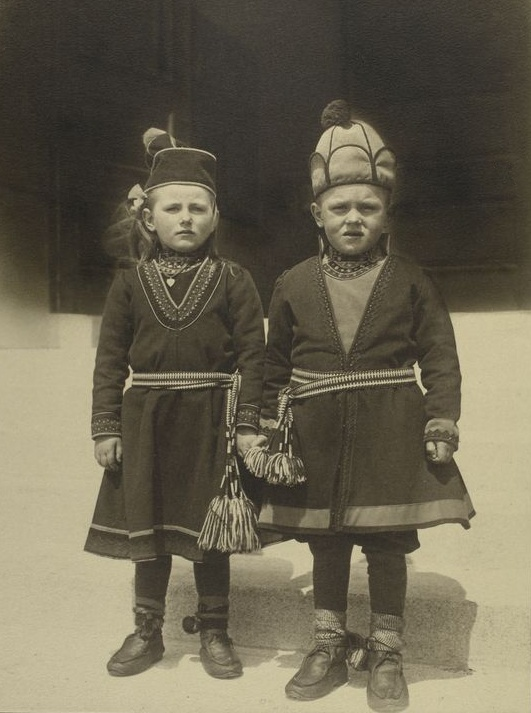
Svenska barn i samisk dräkt från Lappland vid Ellis Islands immigrationsstation, New York, USA, cirka 1906−1914.

Fördelningen av svenskamerikaner enligt amerikanska folkräkningen år 2000.

De tio delstaterna med flest svenskättlingar:[källa behövs]
| Nr | Delstat       | Antal svenskar |
| -- | ------------- | -------------- |
| 1  | Minnesota     | 486 507        |
| 2  | Kalifornien   | 459 897        |
| 3  | Illinois      | 303 044        |
| 4  | Washington    | 213 013        |
| 5  | Michigan      | 161 301        |
| 6  | Florida       | 155 010        |
| 7  | Wisconsin     | 149 977        |
| 8  | New York      | 133 788        |
| 9  | Texas         | 127 871        |
| 10 | Massachusetts | 119 267        |

De tio delstaterna med flest svenskar i befolkningen (procentuellt):
| Nr | Delstat      | Andel svenskar |
| -- | ------------ | -------------- |
| 1  | Minnesota    | 9,9%           |
| 2  | North Dakota | 5,0%           |
| 3  | Nebraska     | 4,9%           |
| 4  | Utah         | 4,3%           |
| 5  | South Dakota | 3,9%           |
| 6  | Washington   | 3,6%           |
| 7  | Idaho        | 3,5%           |
| 8  | Wyoming      | 3,5%           |
| 9  | Montana      | 3,4%           |
| 10 | Iowa         | 3,3%           |